# Helgafell
Helgafell é um vulcão situado na Islândia, na ilha de Heimaey, próximo do vulcão Eldfell, com 227m de altura. Formou-se há cerca de 5000 anos.